# Taku Hiraoka
Taku Hiraoka (Japans: 平岡卓, Hiraoka Taku) (Gose, 29 oktober 1995) is een Japanse snowboarder.

## Carrière
Op de FIS wereldkampioenschappen snowboarden 2011 in La Molina eindigde Hiraoka als negende in de halfpipe. Bij zijn wereldbekerdebuut, in februari 2011 in Stoneham-et-Tewkesbury, eindigde de Japanner direct op het podium. Tijdens de Olympische Jeugdwinterspelen 2012 in Innsbruck veroverde hij de bronzen medaille in de halfpipe. In Oslo nam Hiraoka deel aan de WSF wereldkampioenschappen snowboarden 2012, op dit toernooi eindigde hij als vierde in de halfpipe. Op de FIS wereldkampioenschappen snowboarden 2013 in Stoneham-et-Tewkesbury sleepte de Japanner de zilveren medaille in de wacht. Op 14 februari 2013 boekte hij in Sotsji zijn eerste wereldbekerzege.

## Resultaten

### Wereldkampioenschappen
| FIS  | FIS       | FIS         |
| Jaar | Plaats    | Resultaten  |
| ---- | --------- | ----------- |
| 2011 | La Molina | 9e Halfpipe |
| 2013 | Stoneham  | Halfpipe    |

| WSF  | WSF    | WSF         |
| Jaar | Plaats | Resultaten  |
| ---- | ------ | ----------- |
| 2012 | Oslo   | 4e Halfpipe |

### Wereldbeker
Eindklasseringen
| Seizoen   | Algm | HP |
| --------- | ---- | -- |
| 2010/2011 | 14e  | 6e |
| 2011/2012 | 5e   | 4e |

Wereldbekerzeges
| Datum            | Plaats | Onderdeel |
| ---------------- | ------ | --------- |
| 14 februari 2013 | Sotsji | Halfpipe  |